# サム・デイヴィス
サム・デイヴィス（英: Sam Davis、1842年10月6日 - 1863年11月27日）は、アメリカ合衆国テネシー州ラザフォード郡生まれの通称「南部の英雄少年」。1861年から1863年、南北戦争においてアメリカ連合国軍(南軍)の様々な戦いに参戦した。1863年11月20日頃、南軍のスパイの疑いで北軍に捕らわれ、7日間の拘留の後処刑された。

## 経歴
1842年10月6日、テネシー州ラザフォード郡でチャールズ・ルイスとジェーン・サイモンズ・デイヴィスの長男として生まれた。デイヴィスは地元スマーナで通学し、1860年から1861年、ウエスタン・ミリタリー・インスティチュート（現モンゴメリー・ベル・アカデミー(MBA)）に進学した。彼はここで校長であり後の南軍大将であるブッシュロッド・ジョンソンから影響を受けた。
南北戦争初期に南軍に採用され、1861年、第一テネシー志願歩兵隊に二等兵として入隊し、チート山、シェナンドー・バレー、シャイロー、ペリービルに進撃した。
シャイローの戦いで軽傷を負い、ペリービルの戦いで重傷を負った。回復後コールマンズ・スカウトに入隊し、スパイとして精力的に活動するようになった。

## 逮捕および処刑
1863年11月20日、テネシー州マイナー・ヒルの近くで、間に合わせの南軍服を着て北軍の戦闘計画書を持っている所を捕らえられた。彼は協力者の名前を言わなかったため、スパイとして逮捕されたが、捕虜にするには不足とされた。そのため彼が誰と連絡を取っていたのか言わなければ絞首刑を処すると軍事裁判所から宣告された。彼は「1人の友人を裏切って多くの人々が亡くなるのなら自分が死んだ方がましだ」と語り、またネイサン・ヘイルの引用で「友人や信頼を裏切らなければならないなら、もし私に千の命があれば代わりにそれを全て捧げる」と語ったとされる。
デイヴィスは処刑前に母に宛てた手紙で「親愛なるお母さん、これを伝えるのはどんなにつらいことか。明日私は北軍に絞首されて死にます。お母さん、どうか悲しまないで。これで永遠にお別れです。お母さん、私は死ぬのは怖くありません。私の愛を皆さんに伝えてください」と記した。追伸として父に「お父さん、もし遺品が必要なら受け取ることができます。この後テネシー州プラスキに行くことになっています。宿屋に何か残しておきます」と記した。
1863年11月27日、テネシー州プラスキにて北軍から絞首刑を受けた。棺の上にある絞首台まで転がすため、北軍兵は協力者を大声で募った。執行者がデイヴィスの若さと落ち着いた態度への戸惑いをごまかすためとされる。デイヴィスは「私は義務を果たしただけです。次はあなたの番だ」と語った。

## その後
アメリカ独立戦争時のネイサン・ヘイルの逸話と似たデイヴィスのできごと以降、アメリカ合衆国南部は衰退していった。
南北戦争以降、デイヴィスの話は聖職者により引き合いに出されるようになった。
デイヴィスが少年時代に過ごした家は月曜から土曜まで一般に公開されている。サム・デイヴィスの銅像がナッシュビルにあるテネシー州会議事堂に建立された。